# Премия имени Е. В. Тарле
Премия имени Е. В. Тарле — награда Академии наук СССР (затем Российской академии наук), присуждаемая «за выдающиеся научные работы в области всемирной истории и современного развития международных отношений». Учреждена Академией наук СССР в 1991 году. В 1994 году воссоздана Российской академией наук. Первоначально присуждалась поочерёдно каждые четыре и каждые два года, с 2003 года присуждается каждые три года Отделением международных отношений совместно с Отделением истории. Названа в честь выдающегося советского историка академика Евгения Викторовича Тарле.

## Список лауреатов
- 1991 — академик Ю. А. Писарев «за работы: „Великие державы и Балканы накануне первой мировой войны“, „Тайны первой мировой войны. Россия и Сербия в 1914—1915 гг.“»
- 1995 — доктор исторических наук Д. М. Проэктор «за монографию „Фашизм: путь агрессии и гибели“, „Политика и безопасность“ и разделы в книге „Революция в политике безопасности“»
- 1997 — член-корреспондент РАН П. П. Черкасов «за монографию „Двуглавый орёл и королевские лилии. Становление русско-французских отношений в XVIII веке. 1700—1775“»
- 2001 — академик М. Л. Титаренко «за совокупность работ 1990-х годов: „Россия и Восточная Азия. Вопросы международных и межцивилизационных отношений“; „Россия лицом к Азии“; „Китай: цивилизация и реформы“; „Китай на пути модернизации и реформ (1949—1999)“»
- 2003 — академик А. М. Васильев «за серию работ по социально-политической истории государств Ближнего и Среднего Востока»
- 2006 — доктор исторических наук З. С. Белоусова, доктор политических наук А. Д. Богатуров и доктор политических наук Т. А. Шаклеина «за коллективную монографию „Системная история международных отношений. В четырёх томах. 1918—2003“»
- 2009 — академик А. О. Чубарьян «за монографию „Канун трагедии. Сталин и международный кризис. Сентябрь 1939 — июнь 1941 года“»
- 2012 — член-корреспондент РАН О. Н. Быков «за монографию „Национальные интересы и внешняя политика“»
- 2015 — академик А. Б. Давидсон «за монографию „Очерки евразийской интеграции“»
- 2018 — академик А. Г. Арбатов, кандидат исторических наук Н. И. Бубнова, доктор исторических наук А. Н. Калядин «за сборник „Безопасность и контроль над вооружениями 2015-2016. Международное взаимодействие в борьбе с глобальными угрозами“»
- 2021 — доктор исторических наук И. Д. Звягельская, кандидат исторических наук И. А. Свистунова, кандидат политических наук Н. Ю. Сурков «за монографию „Ближний Восток: политика и идентичность“»